# إنترنيوز أوروبا
إنترنيوز أوروبا (بالإنجليزية: Internews Europe)‏ منظمة دولية متخصصة في تطوير وسائل الإعلام، تأسست عام 1995، وتهدف إلى دعم الإعلام المستقل وتدفق المعلومات الحرة في الدول الهشة، والديمقراطيات الناشئة، وأفقر دول العالم. تسعى المنظمة إلى تعزيز الحوكمة الرشيدة، وحقوق الإنسان، والاستجابة الفعالة للأزمات الإنسانية، وتوفير الوصول إلى المعلومات حول القضايا الحيوية مثل البيئة والتغير المناخي.
يترأس مارك ستيفنز مجلس إدارة إنترنيوز أوروبا المستقل.

## مجالات العمل

### حقوق الإنسان
تدرب المنظمة الصحفيين والمواطنين الصحفيين، وتوفر لهم الأدوات والمعرفة اللازمة لتحليل قضايا حقوق الإنسان والتغطية الإعلامية الفعالة لها. تدعم الإعلام المستقل، وتساعده على الحفاظ على الوصول إلى المعلومات المستقلة. في قيرغيزستان، على سبيل المثال، يعمل مشروع حالي على إصلاح الإعلام وتعزيز مهارات الصحفيين في التغطية الحساسة للنزاعات. في ديسمبر 2008، نظمت إنترنيوز حفل توزيع جوائز "كل إنسان له حقوق" خلال الاحتفال بالذكرى الستين للإعلان العالمي لحقوق الإنسان في باريس، بحضور شخصيات بارزة مثل أعضاء مجموعة الحكماء، والرئيسة الأيرلندية ماري روبنسون، والرئيس الأمريكي الأسبق جيمي كارتر، الذين كرموا 30 صحفيًا ومواطنًا صحفيًا من مختلف أنحاء العالم.

### الاستجابة الإنسانية
تدعم المنظمة تبادل المعلومات بين الهيئات الإنسانية والسكان المتأثرين بالكوارث. استجابت المنظمة للأزمات في مناطق مثل هايتي، وعقدت شراكات مع وكالات إنسانية متعددة، منها الصليب الأحمر، ومنظمة إنقاذ الطفولة، ومكتب الأمم المتحدة لتنسيق الشؤون الإنسانية، ووزارة التنمية الدولية في المملكة المتحدة. تسهم هذه الشراكات في توضيح الدور الأساسي للتواصل الفعّال في تحسين استجابة المنظمات الإنسانية وزيادة فعاليتها ومحاسبتها. حصلت إنترنيوز على منحة كبيرة من صندوق الابتكار الإنساني (الممول من وزارة التنمية الدولية البريطانية ، ووزارة الخارجية السويدية، والوكالة الكندية للتنمية الدولية) لتنفيذ مشروع في جمهورية إفريقيا الوسطى، حيث تدعم شبكة من المحطات الإذاعية المحلية لتقديم خرائط آنية للأزمات المتطورة.

### حماية البيئة
تنفذ المنظمة برامج في مجال حماية البيئة، وتشرف على شبكة الصحافة الأرضية (EJN) بالتعاون مع شبكة إنترنيوز. تعمل الشبكة على إنشاء مجموعات من الصحفيين البيئيين في الدول التي تفتقر إليها، وتعزز قدرات الصحفيين عبر تنظيم ورش تدريبية وبرامج زمالة، وتطوير مواد توعوية وأدوات إلكترونية، إضافة إلى دعم الإنتاج والتوزيع الإعلامي، وتقديم منح صغيرة للصحفيين البيئيين.

### النزاعات والاستقرار
تدرب المنظمة الإعلاميين على الصحافة الحساسة للنزاعات في الدول المتأثرة بالنزاعات، وتدعم إنتاج المحتوى الإعلامي الذي يروج للمصالحة والعدالة الانتقالية، وتساعد على تطوير سياسات إعلامية جديدة وأطر تنظيمية محلية. في رواندا، دعمت المنظمة تدريب الصحفيين المحليين لتعزيز الحوار السلمي. بين عامي 2010 و2012، نفذت مشروعًا في باكستان لدعم المجتمعات المتأثرة بفيضانات عام 2010، حيث وفرت منابر إعلامية محلية لسكان المناطق المنكوبة، مما ساهم في بناء جسور التواصل بين الإعلام المحلي والسلطات والمجتمعات المتضررة.

### الديمقراطية والحوكمة
تتضمن برامج المنظمة تدريب الصحفيين على الصحافة السياسية والاستقصائية، ودعم تطوير مواثيق السلوك الإعلامي، ورصد وسائل الإعلام المحلية أثناء الحملات الانتخابية والقضايا السياسية الحساسة. تؤمن المنظمة بدور الإعلام الحر والمستقل في تعزيز الديمقراطية. في ليبيا، نظمت المنظمة تدريبات للصحفيين على التغطية المهنية للانتخابات ضمن مشروع يهدف إلى دعم الإعلام المستقل بعد سقوط نظام القذافي. في زيمبابوي، ساعدت المنظمة في تطوير "فريدوم فون"، وهو نظام تفاعلي يستخدم تكنولوجيا الهواتف المحمولة لتمكين المواطنين من تبادل الآراء وطرح الأسئلة حول صياغة الدستور الجديد، وذلك عقب تشكيل حكومة الوحدة الوطنية في فبراير 2009.